# Tarasivka, Haisîn
Tarasivka (în ucraineană Тарасівка) este un sat în comuna Cecelivka din raionul Haisîn, regiunea Vinnița, Ucraina.

## Demografie
Componența lingvistică a localității Tarasivka
     Ucraineană (98,48%)
     Rusă (1,26%)
     Alte limbi (0,25%)
Conform recensământului din 2001, majoritatea populației localității Tarasivka era vorbitoare de ucraineană (98,48%), existând în minoritate și vorbitori de rusă (1,26%).